# Galactites
Galactites Moench – rodzaj roślin z rodziny astrowatych (Asteraceae). Obejmuje trzy gatunki występujące na wyspach Makaronezji (Kanaryjskich i Azorach) oraz w zachodniej i środkowej części basenu Morza Śródziemnego (na wschodzie po Grecję). Gatunek typowy rodzaju bywa uprawiany jako roślina ozdobna.

## Morfologia
PokrójKolczaste rośliny jednoroczne.
LiściePierzastowcinane i kolczaste.
KwiatyZebrane w koszyczek wyrastający pojedynczo lub jest ich kilka na szczycie pędu. Brzeżne kwiaty są płonne, purpurowe lub różowe, dłuższe od okrywy, o rozpostartych łatkach. Kwiaty wewnątrz koszyczków są obupłciowe, płodne i białawe.
OwoceJajowate, lekko ścieśnione i gładkie niełupki z półkulistym miodnikiem na szczycie i z pierzastym, odpadającym puchem kielichowym.

## Systematyka
Rodzaj roślin z rodziny astrowatych z podrodziny Carduoideae, plemienia Cardueae Cass. i podplemienia Centaureinae.
Wykaz gatunków
- Galactites duriaei Spach
- Galactites mutabilis Durieu
- Galactites × rigualii Figuerola, Stübing & Peris
- Galactites tomentosus Moench